# Municipio de Climax (Míchigan)
El municipio de Climax (en inglés: Climax Township) es un municipio ubicado en el condado de Kalamazoo en el estado estadounidense de Míchigan. En el año 2010 tenía una población de 2463 habitantes y una densidad poblacional de 26,19 personas por km².

## Geografía
El municipio de Climax se encuentra ubicado en las coordenadas 42°12′14″N 85°21′25″O / 42.20389, -85.35694. Según la Oficina del Censo de los Estados Unidos, el municipio tiene una superficie total de 94.04 km², de la cual 93,61 km² corresponden a tierra firme y (0,46 %) 0,43 km² es agua.

## Demografía
Según el censo de 2010, había 2463 personas residiendo en el municipio de Climax. La densidad de población era de 26,19 hab./km². De los 2463 habitantes, el municipio de Climax estaba compuesto por el 98,01 % blancos, el 0,45 % eran afroamericanos, el 0,32 % eran amerindios, el 0,12 % eran asiáticos, el 0,24 % eran de otras razas y el 0,85 % eran de una mezcla de razas. Del total de la población el 1,54 % eran hispanos o latinos de cualquier raza.